# 베를린
베를린(독일어: Berlin IPA: [bɛɐˈliːn] 듣기 (도움말·정보))은 독일의 수도로 면적과 인구 면에서 최대 도시이다. 도시 경계 내 인구에 따르면, 인구는 370만 명으로 유럽 연합에서 가장 인구가 많은 도시이다. 베를린은 독일의 16개 주 가운데 한 주로 브란덴부르크주에 둘러싸여 있으며, 브란덴부르크주의 주도인 포츠담과 인접해 있다.
베를린/브란덴부르크 대도시권은 약 620만 명의 주민이 거주하고 있으며, 라인-루르 지역 다음으로 독일에서 2번째로 큰 대도시권이다..
베를린은 서부 슈판다우구에 있는 하펠강(엘베강의 지류)으로 흐르는 슈프레강 강둑에 걸쳐 있다. 베를린의 주요 지형적 특징으로는 서부, 남동부 자치구에 위치한 슈프레강, 하펠강과 다메강에 의해 형성된 많은 호수가 있으며, 그중 가장 큰 호수는 뮈겔제호이다. 베를린은 유럽 대평원에 위치하여 온화한 계절 기후의 영향을 받는다. 도시 면적의 3분의 1가량은 숲, 공원, 정원, 강, 운하와 호수로 구성되어 있다.
베를린은 13세기에 처음 문서로 기록되었고, 역사적으로 중요한 두 무역로가 교차하면서 브란덴부르크 변경백국 (1417-1701), 프로이센 왕국 (1701-1918), 독일 제국 (1871-1918), 바이마르 공화국 (1919-1933), 나치 독일 (1933-1945)의 수도로 기능하였다. 베를린은 계몽주의, 신고전주의, 자유주의 혁명의 과학적, 예술적, 철학적 중심지 역할을 해왔다. 그륀더차이트 시대의 산업화로 인한 경제 호황으로, 베를린의 인구는 빠르게 증가하였다. 1920년대 격동의 베를린은 세계에서 인구가 많은  수로 3위였다.
제2차 세계 대전과 승전국의 점령 이후, 황폐해진 베를린은 분열되었다. 서베를린은 베를린 장벽(1961년 8월부터 1989년 11월까지)과 동독 영토로 둘러싸인 서독의 사실상 월경지가 되었다. 동베를린은 동독의 수도로 선포되었고, 본은 서독의 수도가 되었다. 1990년 독일의 재통일 이후, 베를린은 다시 독일 전체의 수도가 되었다.
베를린은 문화, 정치, 매체와 과학의 세계적인 도시이다. 베를린의 경제는 첨단 기술 기업과 서비스 분야를 기반으로 하며, 다양한 범위의 창조 산업, 스타트업, 연구 시설, 미디어 기업과 컨벤션 장소를 포괄한다. 베를린은 항공과 철도 교통의 대륙 허브 역할을 하며 매우 복잡한 대중교통망을 갖추고 있다. 또한, 베를린 메트로폴리스는 인기 있는 관광지이다. 베를린의 여러 주요한 산업으로는 IT, 의료, 의공학, 생명공학, 자동차, 건설, 전자, 사회적 경제와 청정 기술 등이 있다.
베를린에는 베를린 훔볼트 대학교, 베를린 공과대학교, 베를린 자유대학교, 베를린 예술대학교, ESMT Berlin, 헤르티 스쿨, 바드 칼리지 베를린과 같은 세계적으로 유명한 대학들이 있다. 베를린 동물원은 유럽에서 가장 방문객이 많은 동물원이자 세계적으로 가장 인기 있는 동물원 중 하나이다. 세계 최초의 대규모 영화 스튜디오 단지인 바벨스베르크가 있는 베를린은 국제 영화 제작을 위한 장소로 점점 인기를 얻어가고 있다. 또한, 베를린은 축제, 다양한 건축물, 야간 유흥, 현대 예술, 그리 매우 높은 삶의 질로 잘 알려져 있다. 2000년대 이후 베를린은 세계적인 기업가적 모습을 보이고 있다.

## 역사

### 초기 역사
약 1,500년 전에는 현재의 베를린 지역에 다양한 슬라브 민족들이 살고 있었다. 독일인 정착자들이 1100년대에 이 지역을 차지하기 시작하였다. 베를린은 이때까지만 해도 작은 마을에 지나지 않았고, 슈프레 강의 북동쪽 둑에서 자라나기 시작하였다. 같은 시기에 슈프레 강의 섬에서 쾰른 (Coelln)이라는 마을이 형성되었다. 두 마을은 통상의 중심지였다. 1307년에는 베를린과 쾰른이 그들의 공동 방어를 위한 연합을 설립하였고, 공통의 시청사를 지었다. 15세기에 베를린은 브란덴부르크주의 중요한 도시가 되었다. 15세기 후반에는 호엔촐레른 왕가가 베를린을 그들의 관저로 만들었다. 30년 전쟁 중에는 큰 피해를 입었고, 인구가 6,000명으로 줄어들었다.

### 프로이센 왕국의 수도
베를린은 호헨촐레른 왕가의 프리드리히 빌헬름의 아래 다시 번영하였다. 그는 브란덴부르크주를 1640년부터 1688년까지 통치하였고, 산업을 촉진시키고 건설에 후원하였다. 그의 통치아래, 슈프레강과 오데르강 사이에 운하를 건설하였다. 1701년 프리드리히 빌헬름의 아들 프로이센의 프리드리히 1세가 프로이센 왕국의 수도로 삼았다. 1710년에는 베를린, 쾰른과 3개의 이웃 집단들이 통합하여 하나의 베를린을 이루었다. 1700년대에 베를린은 작은 읍에서 번영하는 통상과 제조업의 중심지로 증대하였다. 예술과 과학이 번창하였고, 산업이 빠르게 퍼져나갔다. 1806년부터 1808년까지 나폴레옹 1세에 의해 점령당하였고, 그가 떠나자 독일의 강국이 된 프로이센의 수도로 번영하였다. 그 후 1871년 독일 제국의 수도가 되고 제2차 세계 대전 때까지 독일의 수도였다. 도시의 인구는 1871년에 826,000명에서 1910년에 2,076,200명으로 늘어났다.

### 불안한 시대
1918년 제1차 세계 대전 말에 독일 제국이 무너졌고, 베를린은 새 바이마르 공화국의 수도가 되었다. 전쟁 기간 동안에 파업, 폭동, 또한 인플레이션으로 인하여 도시는 죽을 지경에 이르렀다. 하지만 베를린은 계속 자라났고, 1920년에는 베를린 대확장으로 7개의 도시들, 59개의 마을, 27개의 소유지가 베를린에 합쳐졌다. 1930년대에는 전 세계로 번져간 경제 대공황에 의하여 타격을 받아, 후에 아돌프 히틀러가 이끄는 나치 정권이 세워지는 원인이 되었다.

### 분단
제2차 세계대전 이후 연합군이었던 미국, 영국, 프랑스, 소련 연합국 4개국이 독일을 점령한 것과 별개로 베를린도 4개로 나뉘었다. 독일이 분단되면서 베를린도 동베를린과 서베를린으로 분단되었다. 서베를린은 서독과는 다른 서방 연합군의 점령지로 간주되었으나, 행정권은 서베를린에서 행사할 수 있었다. 따라서 서독의 수도가 될 수 없었고 분단기 서독의 실질적인 수도는 본이었다. 한편 동베를린도 소련군의 점령지로 간주되었으나, 사실상 동독의 수도 기능을 수행할 수 있었다.

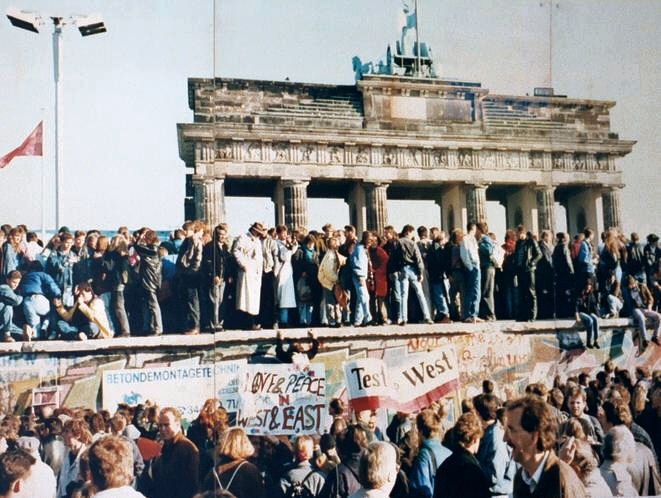
독일인들은 성벽이 허물어지기 전 브란덴부르크 문 앞에 있는 성벽 꼭대기에 서 있다.

냉전 시기 서베를린은 동독으로 둘러싸인 자유 진영의 섬으로 불리기도 했다. 서베를린으로 탈출하려는 동베를린 시민들이 늘어나자, 이를 막기 위해서 동독 정부는 1961년에 동베를린과 서베를린의 경계에 베를린 장벽을 세웠다. 이는 냉전의 상징이 되었다. 빌리 브란트는 바로 이 때 서베를린의 시장직을 역임했다.
이 냉전 시기의 영향으로 인해 서독의 항공 허브로 프랑크푸르트와 뮌헨 등이 번성하게 됐고, 베를린은 지금도 항공 교통이 그다지 발달하지 못한 편이다.

### 통일 이후 독일의 수도
1989년 냉전의 상징이었던 베를린 장벽은 해체되고, 1990년 독일이 전격적으로 통일되면서 베를린은 연방 주 지위를 얻었다. 도시이자 독일의 연방주인 곳은 함부르크와 브레멘뿐이다. 분단 이전부터 수도였기에 별다른 이견 없이 1991년에 수도로 확정되었다.

## 기후
| 베를린의 기후                                                  | 베를린의 기후 | 베를린의 기후 | 베를린의 기후 | 베를린의 기후 | 베를린의 기후 | 베를린의 기후 | 베를린의 기후 | 베를린의 기후 | 베를린의 기후 | 베를린의 기후 | 베를린의 기후 | 베를린의 기후 | 베를린의 기후 |
| 월                                                             | 1월           | 2월           | 3월           | 4월           | 5월           | 6월           | 7월           | 8월           | 9월           | 10월          | 11월          | 12월          | 연간          |
| -------------------------------------------------------------- | ------------- | ------------- | ------------- | ------------- | ------------- | ------------- | ------------- | ------------- | ------------- | ------------- | ------------- | ------------- | ------------- |
| 역대 최고 기온 °C (°F)                                         | 15.1 (59.2)   | 19.2 (66.6)   | 25.8 (78.4)   | 30.8 (87.4)   | 32.7 (90.9)   | 38.4 (101.1)  | 38.3 (100.9)  | 38.0 (100.4)  | 34.1 (93.4)   | 27.7 (81.9)   | 20.9 (69.6)   | 15.6 (60.1)   | 38.4 (101.1)  |
| 일평균 최고 기온 °C (°F)                                       | 3.2 (37.8)    | 4.9 (40.8)    | 9.0 (48.2)    | 15.1 (59.2)   | 19.6 (67.3)   | 22.9 (73.2)   | 25.0 (77.0)   | 24.8 (76.6)   | 19.8 (67.6)   | 13.9 (57.0)   | 7.7 (45.9)    | 4.1 (39.4)    | 14.2 (57.5)   |
| 일일 평균 기온 °C (°F)                                         | 0.7 (33.3)    | 1.6 (34.9)    | 4.6 (40.3)    | 9.7 (49.5)    | 14.2 (57.6)   | 17.6 (63.7)   | 19.6 (67.3)   | 19.2 (66.6)   | 14.7 (58.5)   | 9.6 (49.3)    | 4.9 (40.8)    | 1.8 (35.2)    | 9.9 (49.8)    |
| 일평균 최저 기온 °C (°F)                                       | −2.2 (28.0)   | −1.8 (28.8)   | 0.4 (32.7)    | 4.0 (39.2)    | 8.2 (46.8)    | 11.7 (53.1)   | 14.0 (57.2)   | 13.5 (56.3)   | 9.8 (49.6)    | 5.6 (42.1)    | 1.9 (35.4)    | −0.9 (30.4)   | 5.3 (41.6)    |
| 역대 최저 기온 °C (°F)                                         | −25.3 (−13.5) | −22.0 (−7.6)  | −19.1 (−2.4)  | −7.4 (18.7)   | −2.8 (27.0)   | 1.3 (34.3)    | 4.9 (40.8)    | 4.6 (40.3)    | −0.9 (30.4)   | −7.7 (18.1)   | −17.8 (0.0)   | −24.0 (−11.2) | −25.3 (−13.5) |
| 평균 강수량 mm (인치)                                          | 41.5 (1.63)   | 30.0 (1.18)   | 35.9 (1.41)   | 27.7 (1.09)   | 52.8 (2.08)   | 60.2 (2.37)   | 70.0 (2.76)   | 52.4 (2.06)   | 43.6 (1.72)   | 40.3 (1.59)   | 38.8 (1.53)   | 39.1 (1.54)   | 532.3 (20.96) |
| 평균 강수일수 (≥ 0.1 mm)                                       | 15.8          | 13.9          | 14            | 10.9          | 12.8          | 12.4          | 13.4          | 12.7          | 11.6          | 13.6          | 14.5          | 16.4          | 162           |
| 평균 강설일수 (≥ 1.0 cm)                                       | 8.4           | 6.8           | 2.6           | 0.2           | 0             | 0             | 0             | 0             | 0             | 0             | 1.4           | 4.9           | 24.3          |
| 평균 상대 습도 (%)                                             | 85.9          | 81.2          | 75.8          | 67.2          | 66.9          | 66.3          | 67            | 68.5          | 76            | 82.7          | 87.8          | 87.5          | 76.1          |
| 평균 월간 일조시간                                             | 52.6          | 77.9          | 126.7         | 196.4         | 231.1         | 232.9         | 233.7         | 222.2         | 168.9         | 113.8         | 57.4          | 45.0          | 1,758.6       |
| 출처 1: 독일 기상청 (평년값: 1991년~2020년, 극값: 1957년~현재) |               |               |               |               |               |               |               |               |               |               |               |               |               |
| 출처 2: 미국 해양대기청 (강수일수, 강설일수, 상대습도)         |               |               |               |               |               |               |               |               |               |               |               |               |               |

## 행정 구역

베를린의 행정 구역

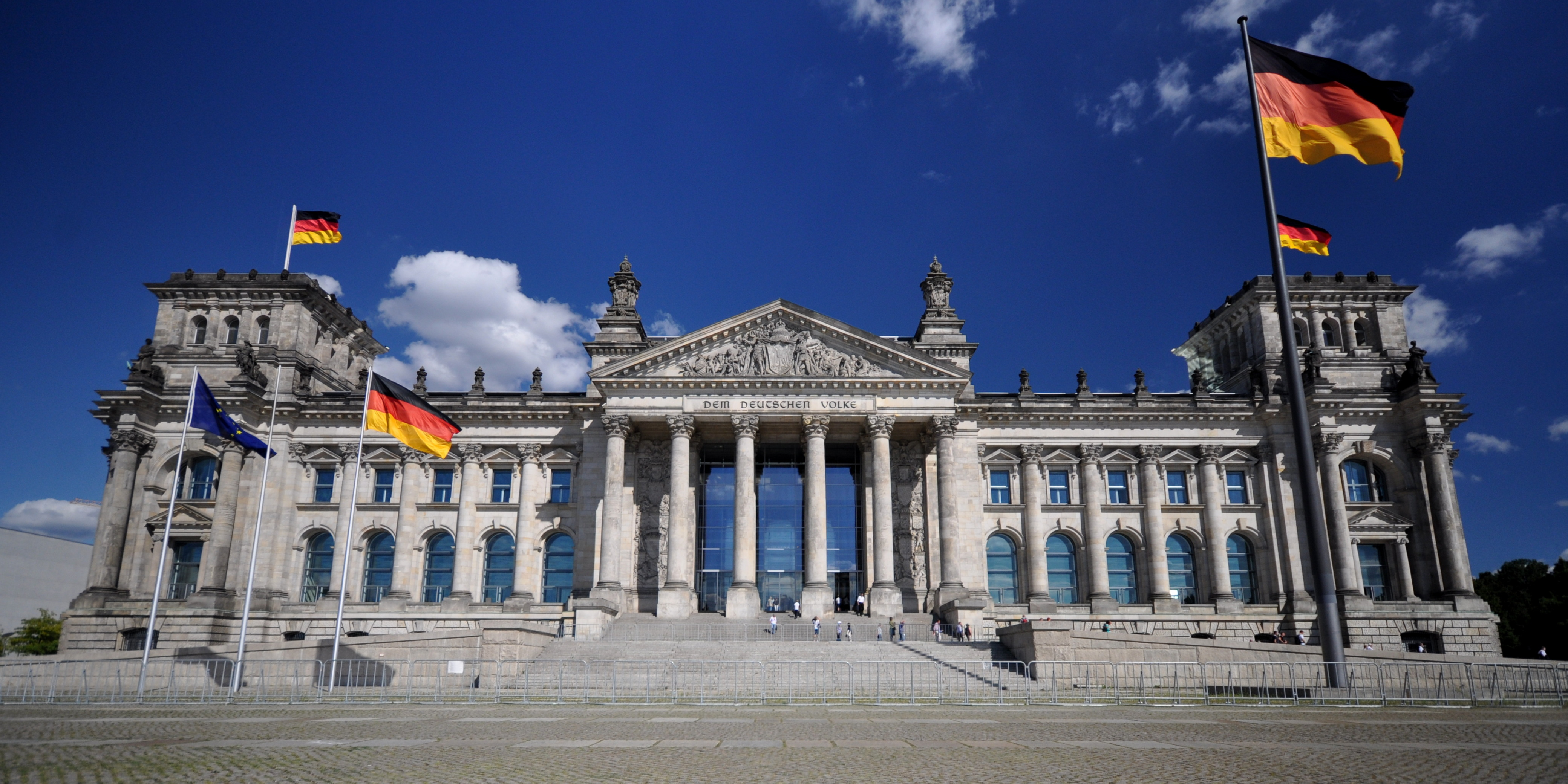
국가의회 의사당

2001년 행정 구역 개편으로 현재의 12구 체제가 갖춰졌다. 베를린의 구도심을 형성하는 미테, 프리드리히스하인크로이츠베르크, 팡코구를 제1, 2, 3구로 시작하고, 샤를로텐부르크빌머스도르프구를 4구로 하여 지리적으로 반시계방향으로 증가하는 번호를 붙였다.
| 번호 | 구역                           | 인구 (2019년 12월 31일) | 면적 (km2) | 인구 밀도 (명/km2) |
| ---- | ------------------------------ | ----------------------- | ---------- | ------------------ |
| 1    | 미테                           | 385,748                 | 39.47      | 9,733              |
| 2    | 프리드리히스하인크로이츠베르크 | 290,386                 | 20.34      | 14,246             |
| 3    | 팡코                           | 409,335                 | 103.07     | 3,956              |
| 4    | 샤를로텐부르크빌머스도르프     | 343,592                 | 64.72      | 5,289              |
| 5    | 슈판다우                       | 245,197                 | 91.87      | 2,656              |
| 6    | 슈테글리츠첼렌도르프           | 310,071                 | 102.56     | 3,010              |
| 7    | 템펠호프쇠네베르크             | 350,984                 | 53.10      | 6,622              |
| 8    | 노이쾰른                       | 329,917                 | 44.93      | 7,338              |
| 9    | 트레프토쾨페니크               | 273,689                 | 168.42     | 1,610              |
| 10   | 마르찬헬러스도르프             | 269,967                 | 61.78      | 4,347              |
| 11   | 리히텐베르크                   | 294,201                 | 52.12      | 5,592              |
| 12   | 라이니켄도르프                 | 266,408                 | 89.31      | 2,970              |
|      | 합계                           | 3,699,491               | 891,68     | 4.088              |

### 정치

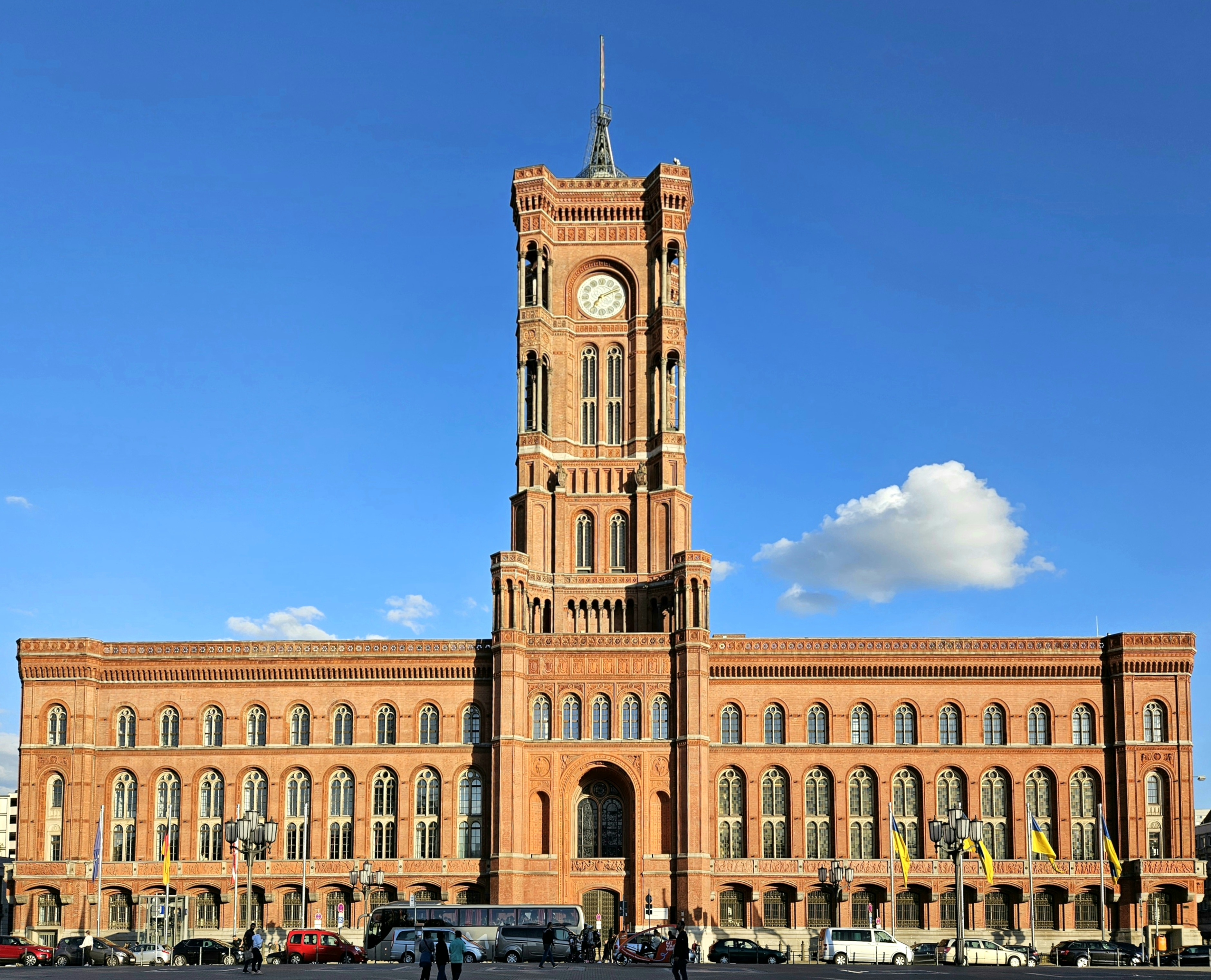
붉은 시청사

베를린은 대도시인만큼 좌파정당 득표율이 높으며, 주로 사민당, 좌파당, 기민당, 녹색당이 많이 득표한다.
마지막 시의회 선거는 2016년 9월 18일에 치러졌으며 선거 결과는 아래와 같다.
여당 (92)
- 사회민주당 (21.6%, 38석)
- 좌파당 (15.6%, 27석)
- 동맹 90/녹색당 (15.2%, 27석)

야당 (68)
- 기독교민주연합 (17.6%, 31석)
- 독일을 위한 대안 (14.2%, 25석)
- 자유민주당 (6.7%, 12석)

### 자매 도시
베를린은 세계 각국의 여러 도시와 자매결연을 맺어 왔다. 베를린의 각 구는 베를린시와는 별도의 자매결연을 맺었다.

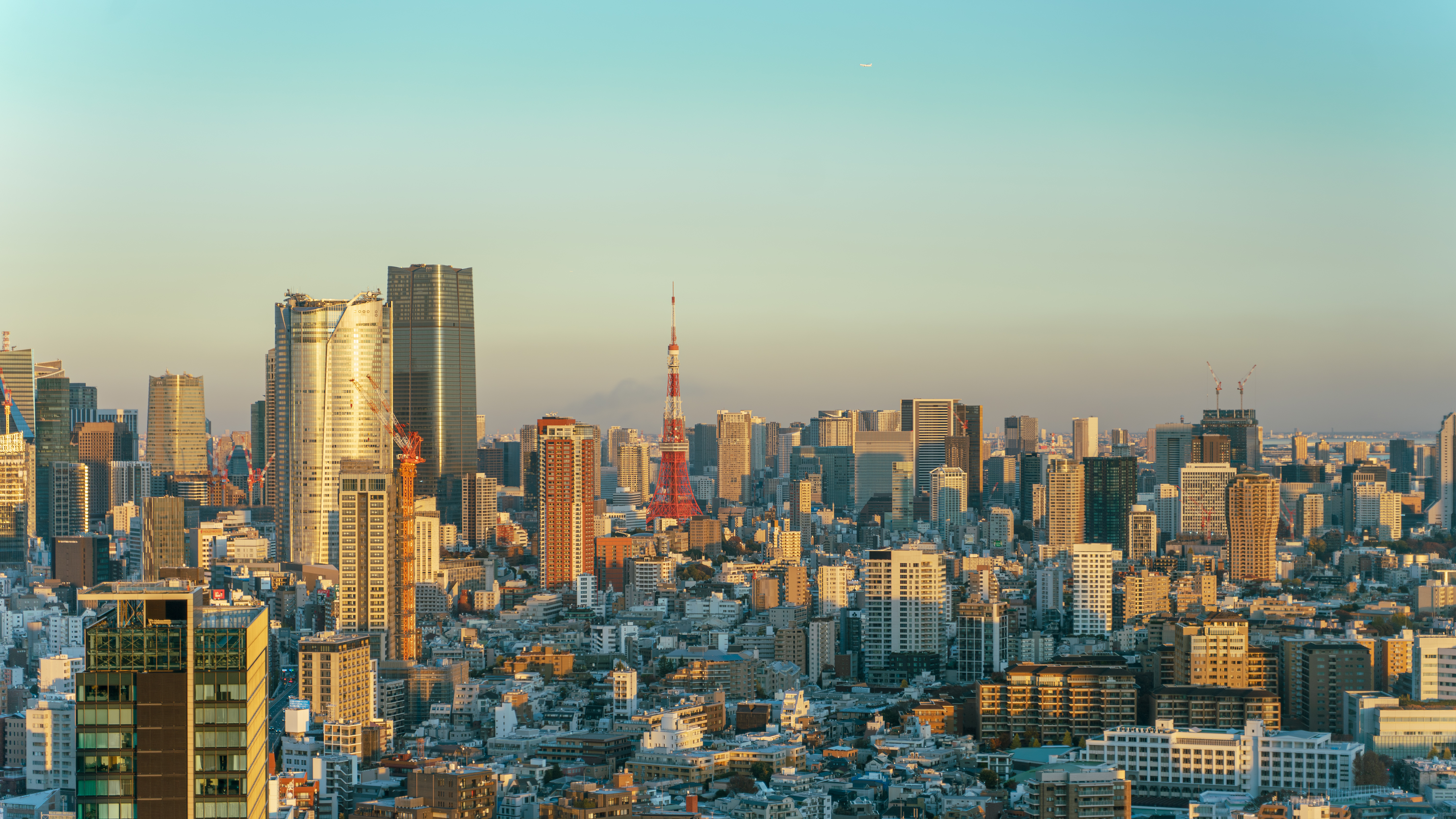
도쿄

| - 미국 로스앤젤레스 (1967년) - 프랑스 파리 (1987년) - 스페인 마드리드 (1988년) - 튀르키예 이스탄불 (1989년) - 폴란드 바르샤바 (1991년) - 러시아 모스크바 (1991년) - 헝가리 부다페스트 (1991년) - 벨기에 브뤼셀 (1992년) | - 인도네시아 자카르타 (1993년) - 우즈베키스탄 타슈켄트 (1993년) - 멕시코 멕시코시티 (1993년) - 일본 도쿄 (1994년) - 아르헨티나 부에노스 아이레스 (1994년) - 체코 프라하 (1995년) - 영국 런던 (2000년) |

## 인구 통계

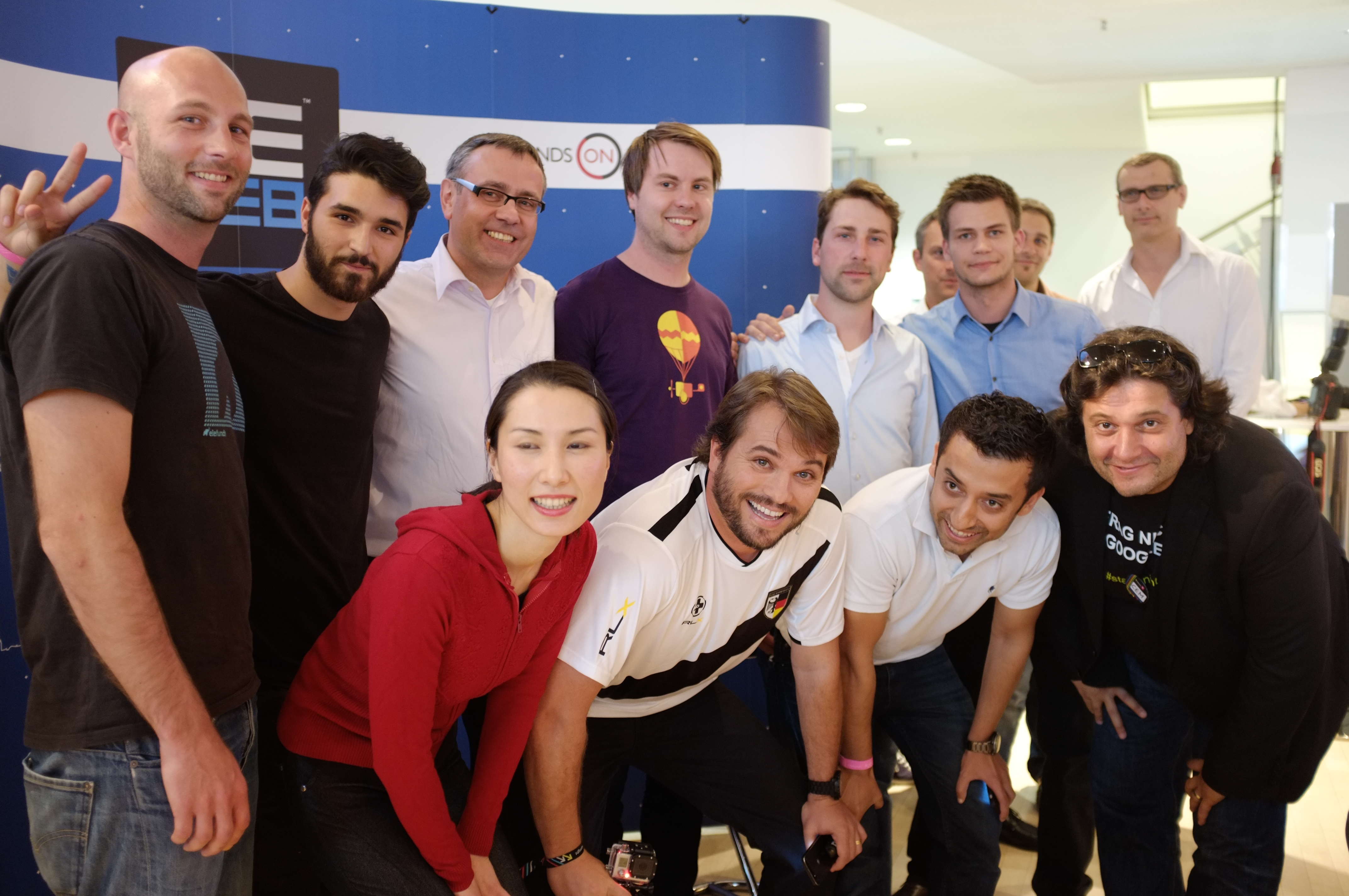
젊은 베를린 시민

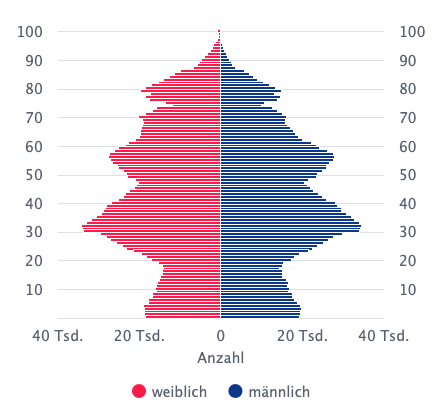
인구(연령)

자국의 독일인 이외에 인구의 15%는 외국인이다. 이들은 베를린에 근로자로 들어왔는데, 그중의 절반은 튀르키예인들이다. 베를린은 이스탄불에 이어 세계에서 두 번째로 큰 터키인들의 도시로 알려졌다. 또한 그리스, 이탈리아, 전 유고슬라비아, 폴란드, 러시아인들과 아시아, 아프리카에서 온 이민들도 살고 있다. 2017년 기준 베를린 시민의 15%는 개신교인 루터교 신자이고, 9.2%는 가톨릭, 8.0%는 이슬람교, 0.8%는 유대교, 1.7%는 기타 종교 신자이다. 무종교 비율은 64.9%이다.

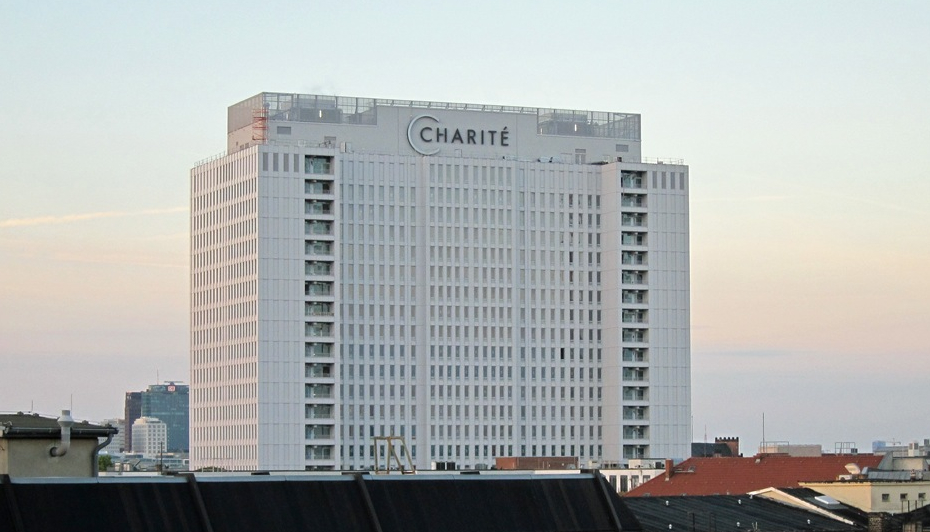
샤리테 Mitte

| 연도                                                          | 인구      | ±%      |
| ------------------------------------------------------------- | --------- | ------- |
| 1721                                                          | 65,300    | —       |
| 1800                                                          | 172,132   | +163.6% |
| 1900                                                          | 1,888,848 | +997.3% |
| 1939                                                          | 4,330,640 | +129.3% |
| 1950                                                          | 3,336,026 | −23.0%  |
| 1960                                                          | 3,274,016 | −1.9%   |
| 1970                                                          | 3,208,719 | −2.0%   |
| 1980                                                          | 3,048,759 | −5.0%   |
| 1990                                                          | 3,433,695 | +12.6%  |
| 2000                                                          | 3,382,169 | −1.5%   |
| 2010                                                          | 3,460,725 | +2.3%   |
| 2020                                                          | 3,664,088 | +5.9%   |
| Population size may be affected by changes in administration. |           |         |

### 종교
뮌헨 전체 인구의 70%는 현재 종교가 없으며, 이 부류의 인구가 가장 빠르게 성장하고 있다. 다른 독일 지역들과 마찬가지로 천주교 신자와 개신교 신자가 꾸준히, 감소세를 보였다. 2023년 12월 31일 기준, 도시 인구의 7.1%가 천주교 신자였고, 12.2%가 개신교, 0.5%가 유대교 신자였다. 그 외에도 소수의 성공회 교도와 외국인들을 주축으로 한 이슬람교도가 존재한다.

### 건강
샤리테 (Charité)는 베를린의 베를린의 의과대학이며 대학 병원으로 1710년 설립되었고 1810년부터 베를린 훔볼트 대학교의 대학 병원으로 사용되었다. 2003년 "Charité Universitätsmedizin Berlin" 라는 이름으로 베를린 자유대학교의 의과대학까지 통합됨으로써 유럽 최대의 대학 병원이 되었다.

## 경제

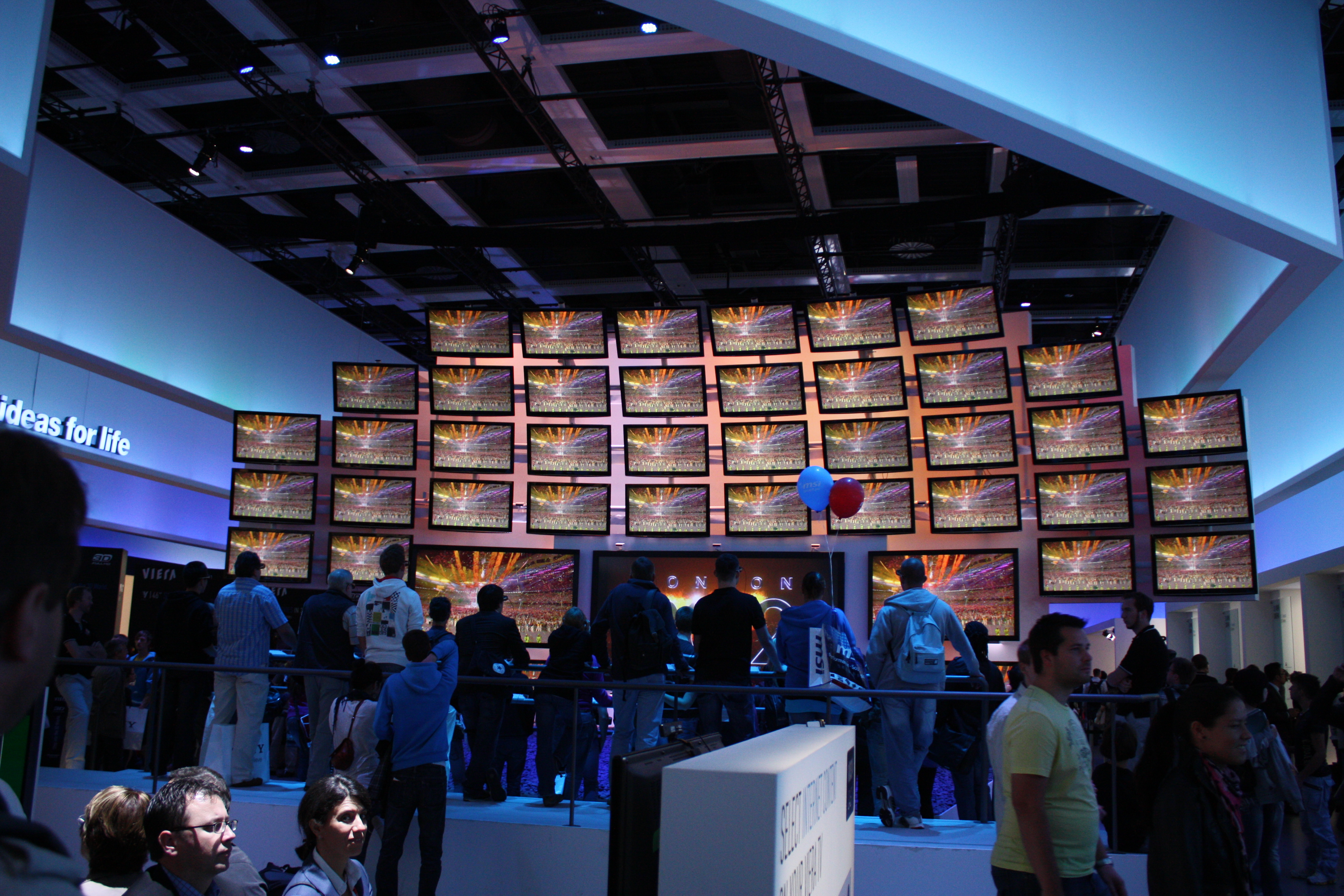
베를린 국제가전박람회

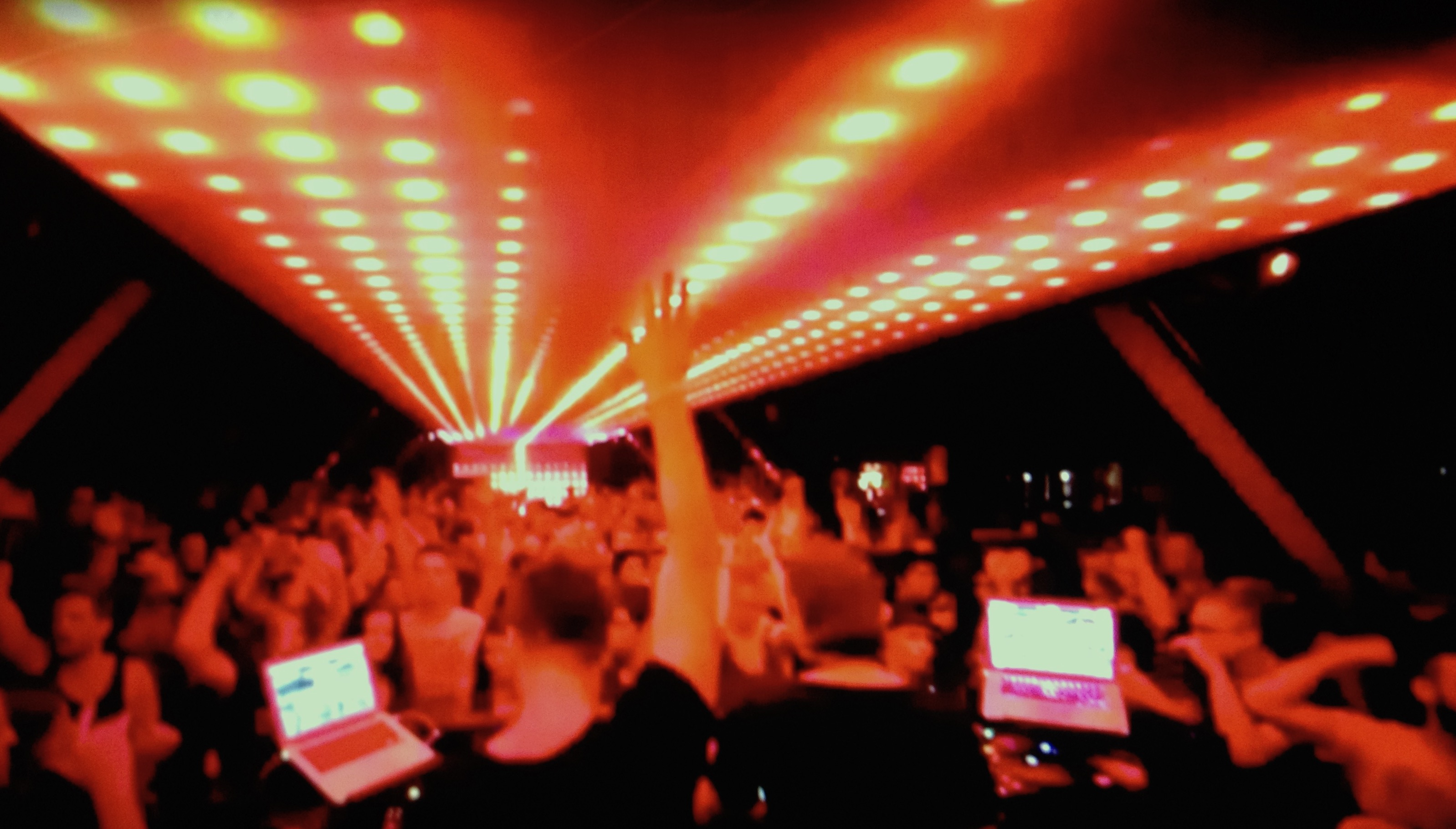
파티 관광

베를린의 노동자들은 금융, 보건, 부동산, 소매, 교통 등의 서비스업에 고용되어 있다. 베를린의 제조업은 독일이 통일된 이래, 쇠퇴하였다. 그러나 기계, 전기 제품, 화학 공업이 발달하였고, 식품 공업도 도시의 중요한 산업이다.
회사
- C. 벡스타인
- 잘란도
- SAP SE
- 독일철도
- 지멘스 (기업)
- 베를린교통공사
- 스프링거 네이처
- 호텔 아들론
- 바이엘 (기업)
- 메르세데스-벤츠 그룹 AG
- 이노트란스
- 베를린 패션 위크
- 베를린 국제가전박람회

### 관광 여행
베를린는 “예술의 도시”라고 불리는만큼 그 문화적 영향을 세계에 지속하고 있으며, 그 결과 세계 최고의 관광 도시로 부상했다. 이 때문에 1988년 유럽 문화 수도로 선정되었다. 매년 약 3,000만 명의 관광객을 유치하고, 그 45%는 외국에서 온 사람들이다.

## 과학
베를린은 과학과 연구의 중심 도시들 중 하나로.

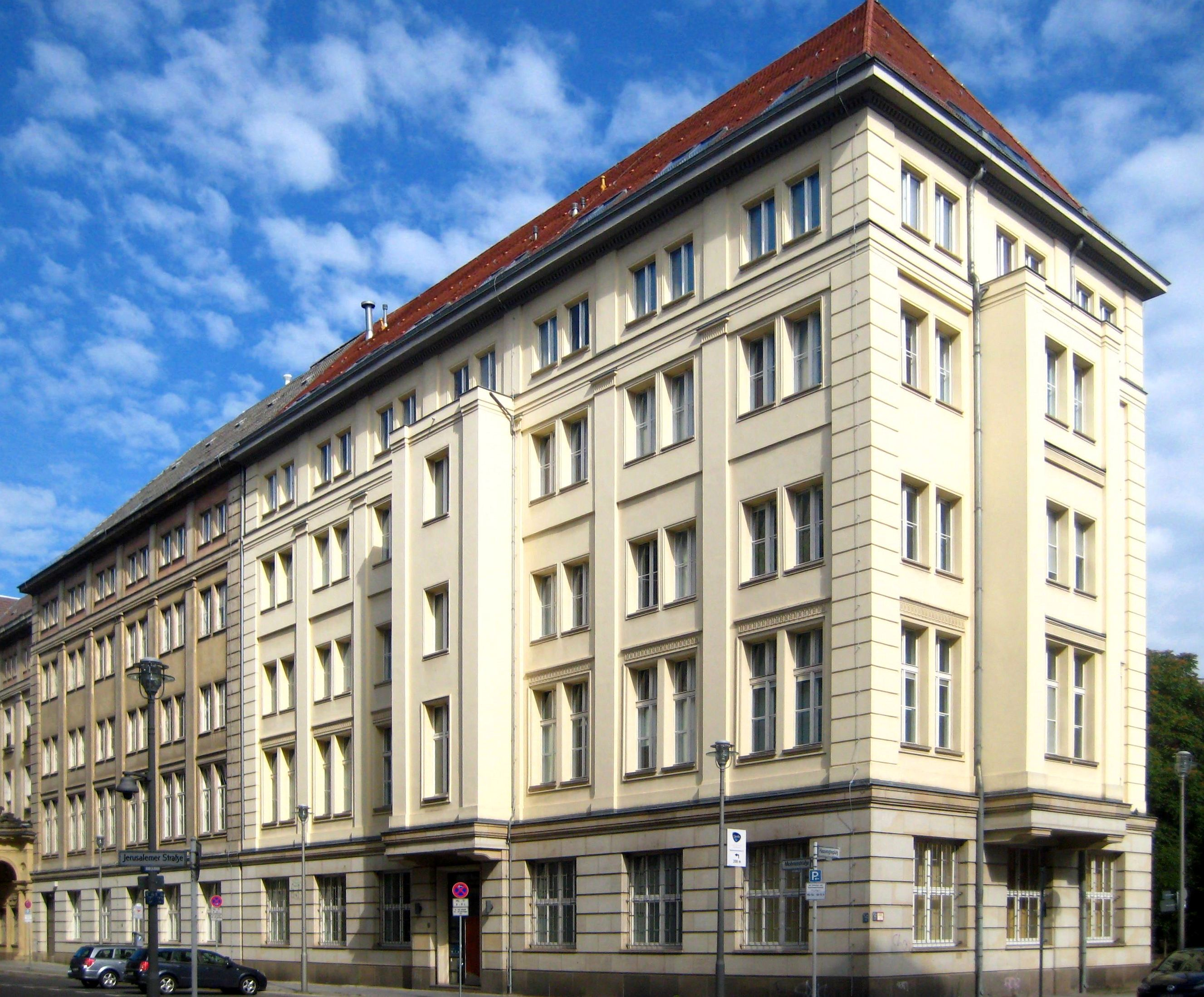
국제 수학 연맹
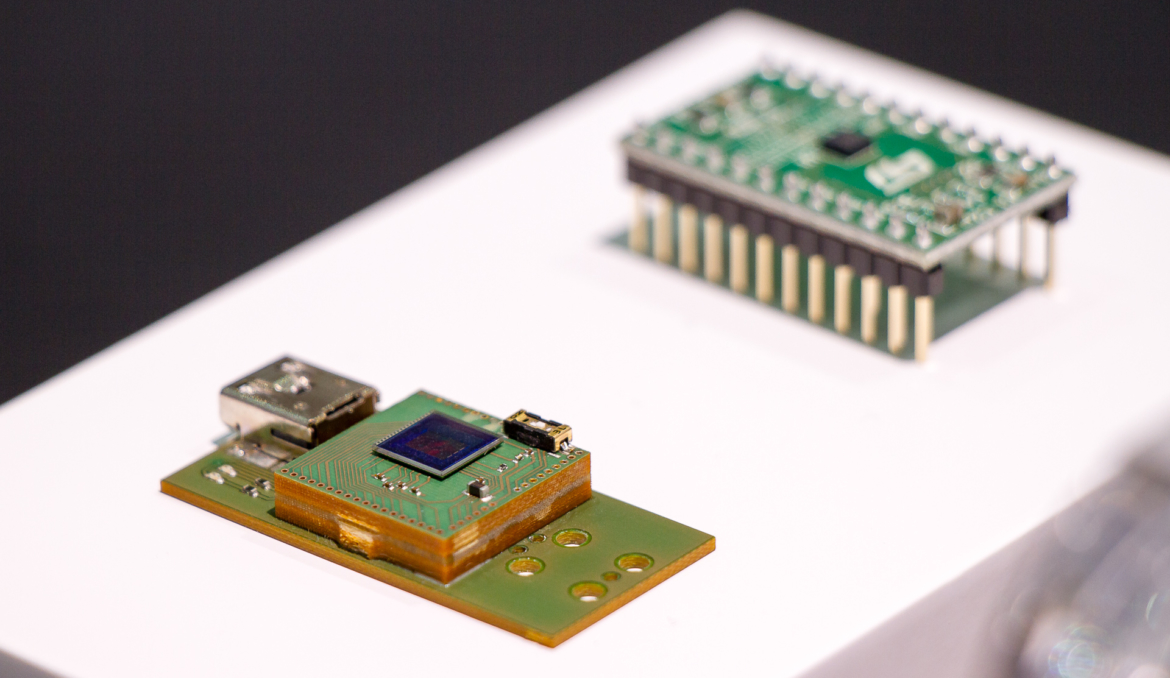
프라운호퍼 협회 마이크로 카메라
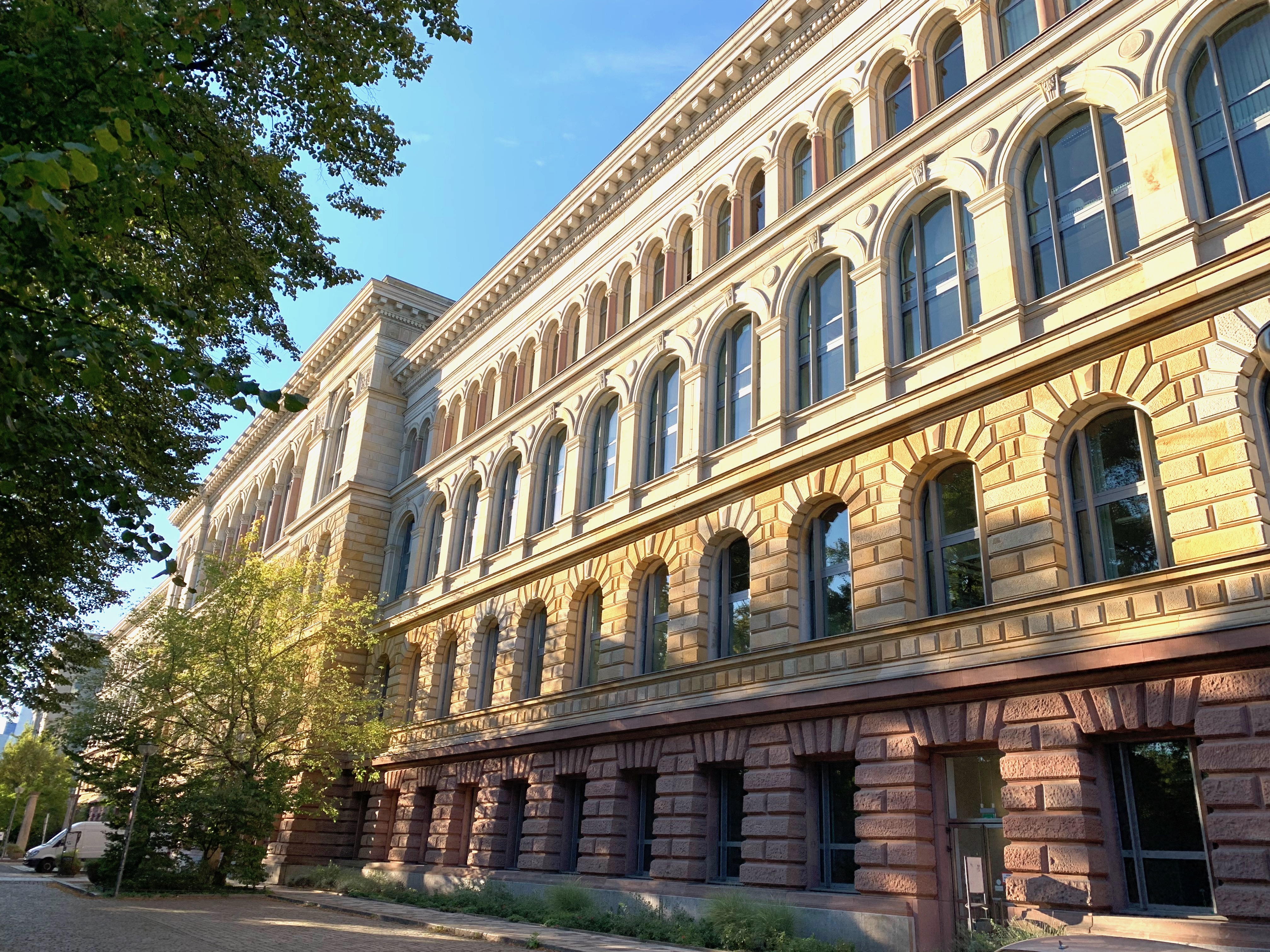
베를린 공과대학교
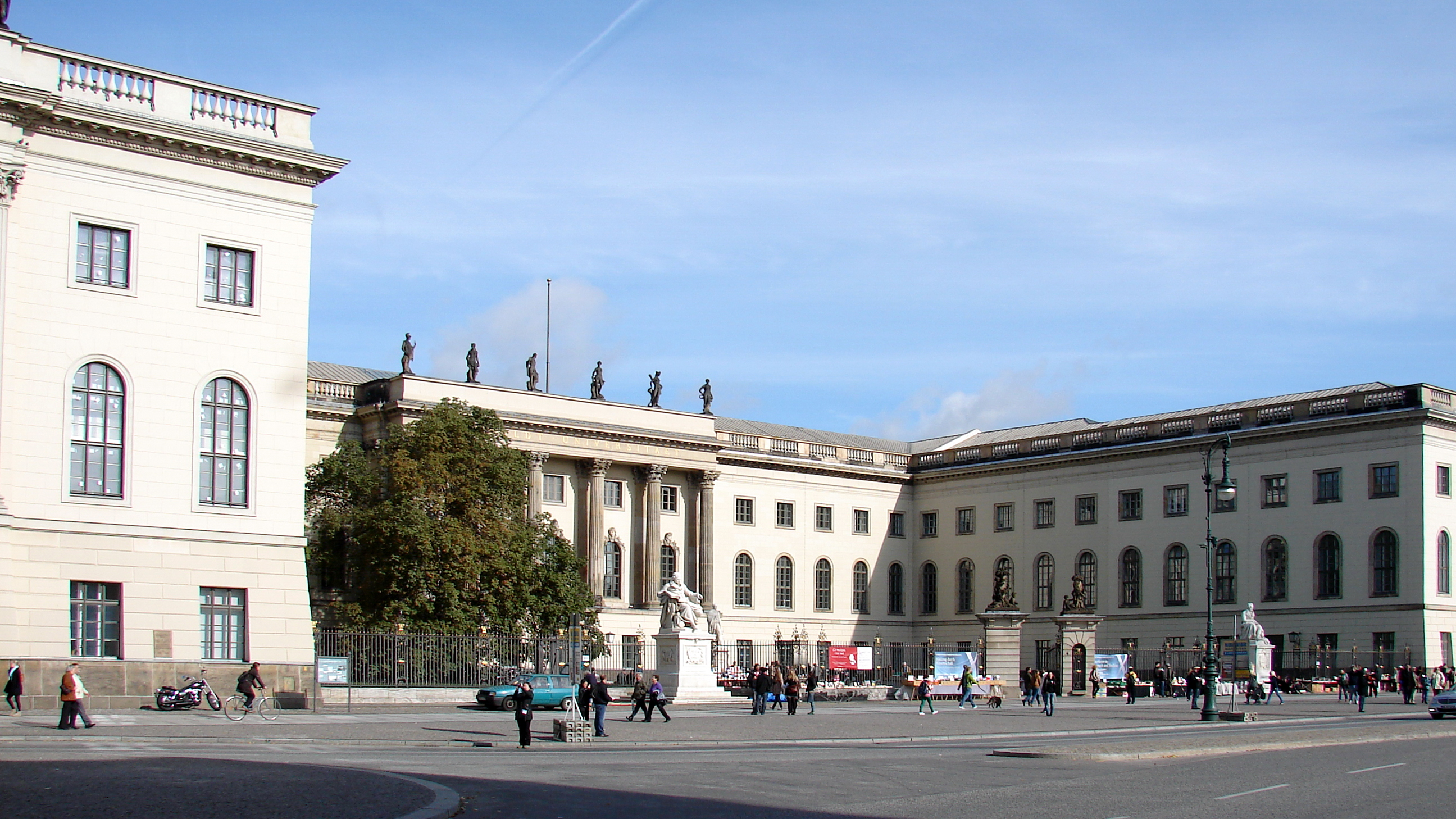
베를린 훔볼트 대학교

### 노벨상 수상자

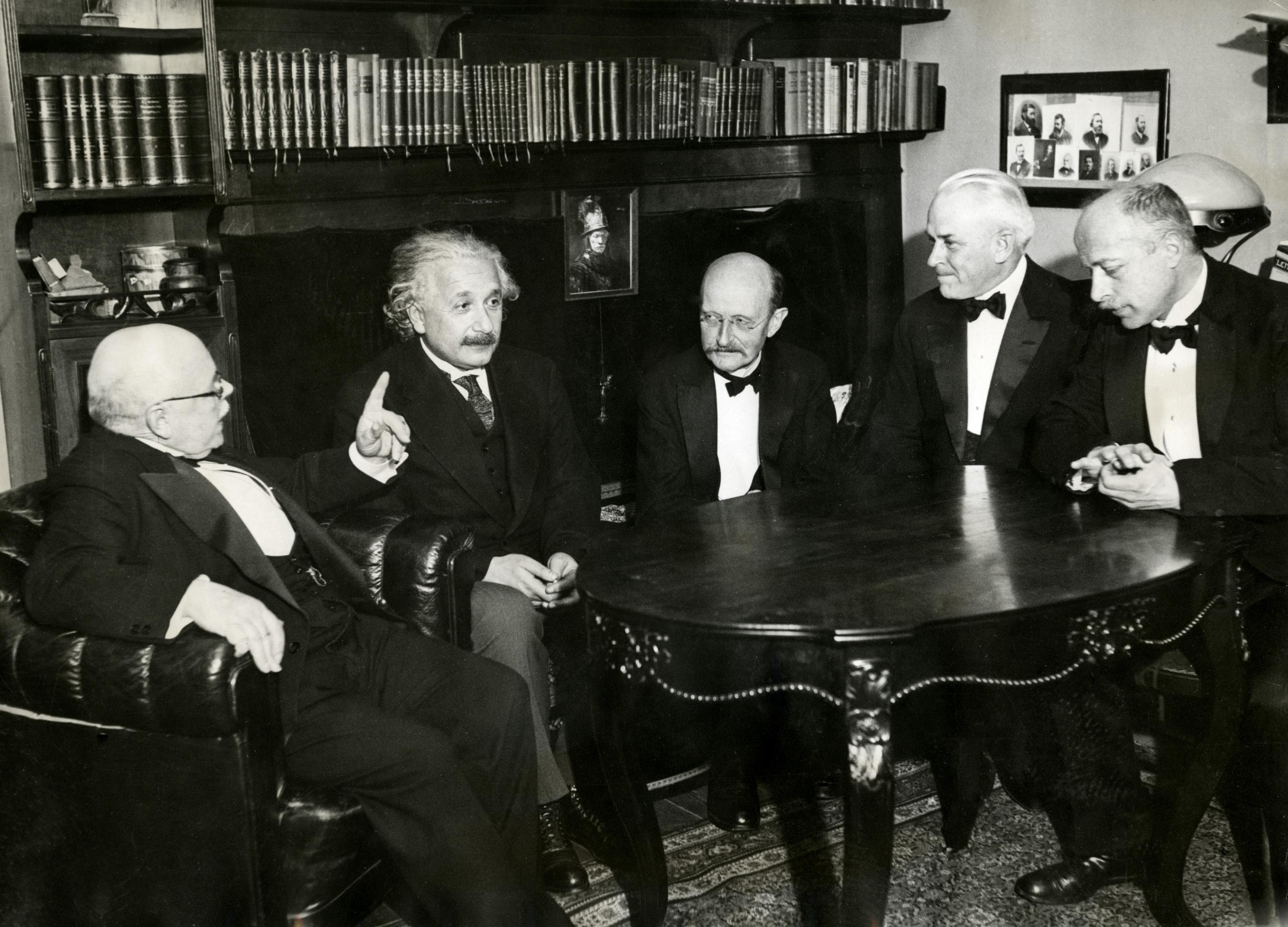
Nernst, Einstein, Planck (베를린, 1931년)

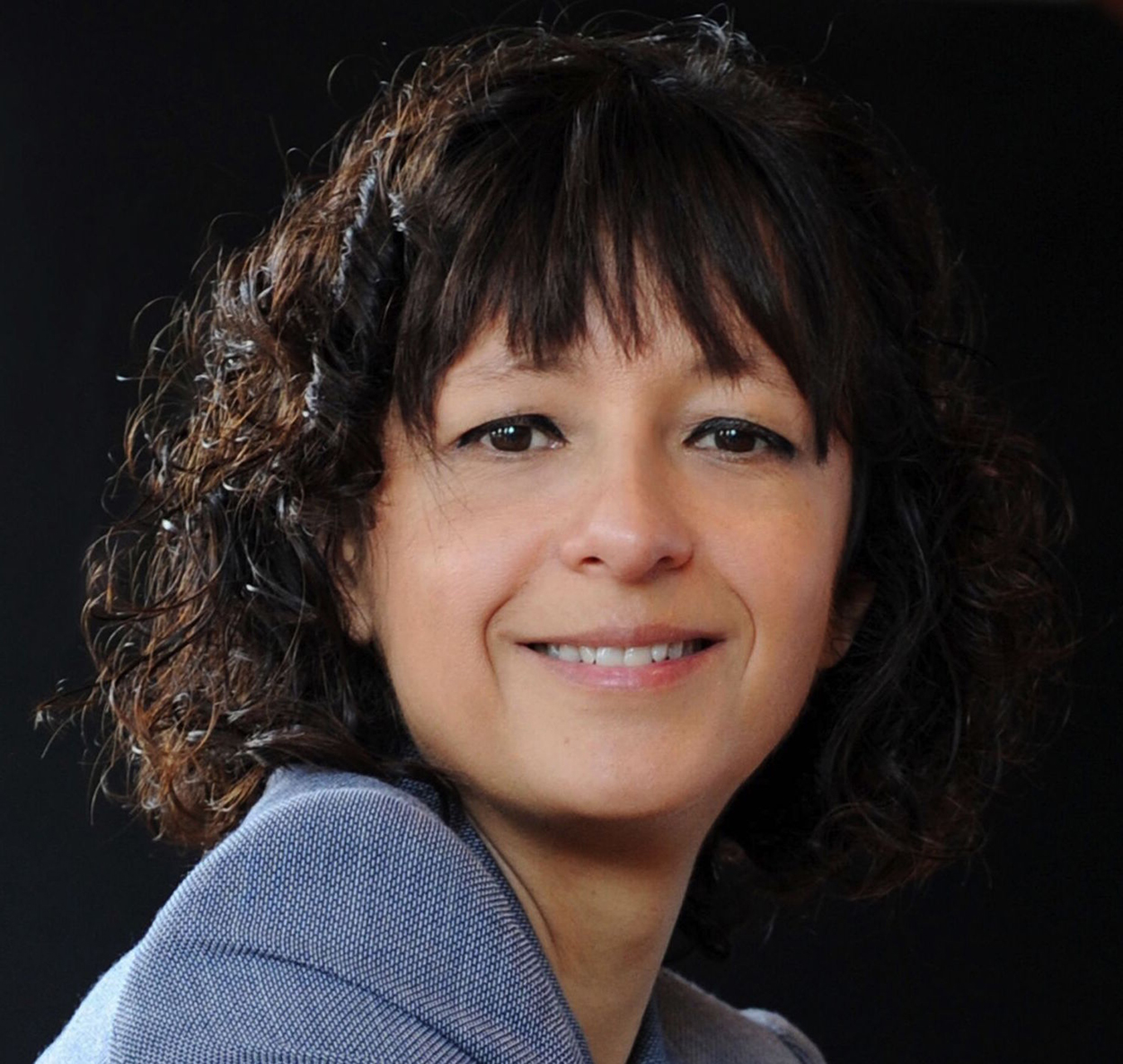
에마뉘엘 샤르팡티에

| - 1901 야코뷔스 헨리퀴스 판트호프 - 1901 에밀 아돌프 폰 베링 - 1902 헤르만 에밀 피셔 - 1902 테오도어 몸젠 - 1905 아돌프 폰 바이어 - 1905 로베르트 코흐 - 1907 앨버트 에이브러햄 마이컬슨 - 1907 에두아르트 부흐너 - 1908 파울 에를리히 - 1909 카를 페르디난트 브라운 - 1910 오토 발라흐 - 1910 알브레히트 코셀 - 1910 파울 요한 루트비히 폰 하이제 - 1911 빌헬름 빈 - 1914 막스 폰 라우에 - 1915 리하르트 빌슈테터 - 1918 프리츠 하버 - 1918 막스 플랑크 - 1920 발터 네른스트 - 1921 알베르트 아인슈타인 - 1925 구스타프 헤르츠 - 1925 제임스 프랑크 | - 1925 리하르트 아돌프 지그몬디 - 1928 아돌프 오토 라인홀트 빈다우스 - 1929 한스 폰 오일러켈핀 - 1931 오토 하인리히 바르부르크 - 1932 베르너 하이젠베르크 - 1933 에르빈 슈뢰딩거 - 1935 한스 슈페만 - 1936 피터 디바이 - 1939 아돌프 부테난트 - 1944 오토 한 - 1950 쿠르트 알더 - 1950 오토 딜스 - 1953 프리츠 앨버트 리프먼 - 1953 핸스 애돌프 크레브스 - 1954 막스 보른 - 1956 발터 보테 - 1986 에른스트 루스카 - 1991 베르트 자크만 - 1994 라인하르트 젤텐 - 2007 게르하르트 에르틀 - 2009 헤르타 뮐러 - 2020 에마뉘엘 샤르팡티에 |

## 문화
또한, 베를린에는 베를린성이 있는 박물관섬, 독일 역사박물관, 유대인 박물관, 자연사 박물관, 주립도서관, 국립 오페라, 필하모닉 관현악단, 베를린 마라톤 등의 수많은 박물관, 미술관, 도서관, 오케스트라와 스포츠 행사가 있다. 또한, 베를린은 축제, 다양한 건축물, 야간 유흥, 현대 예술, 그리 매우 높은 삶의 질로 잘 알려져 있다.

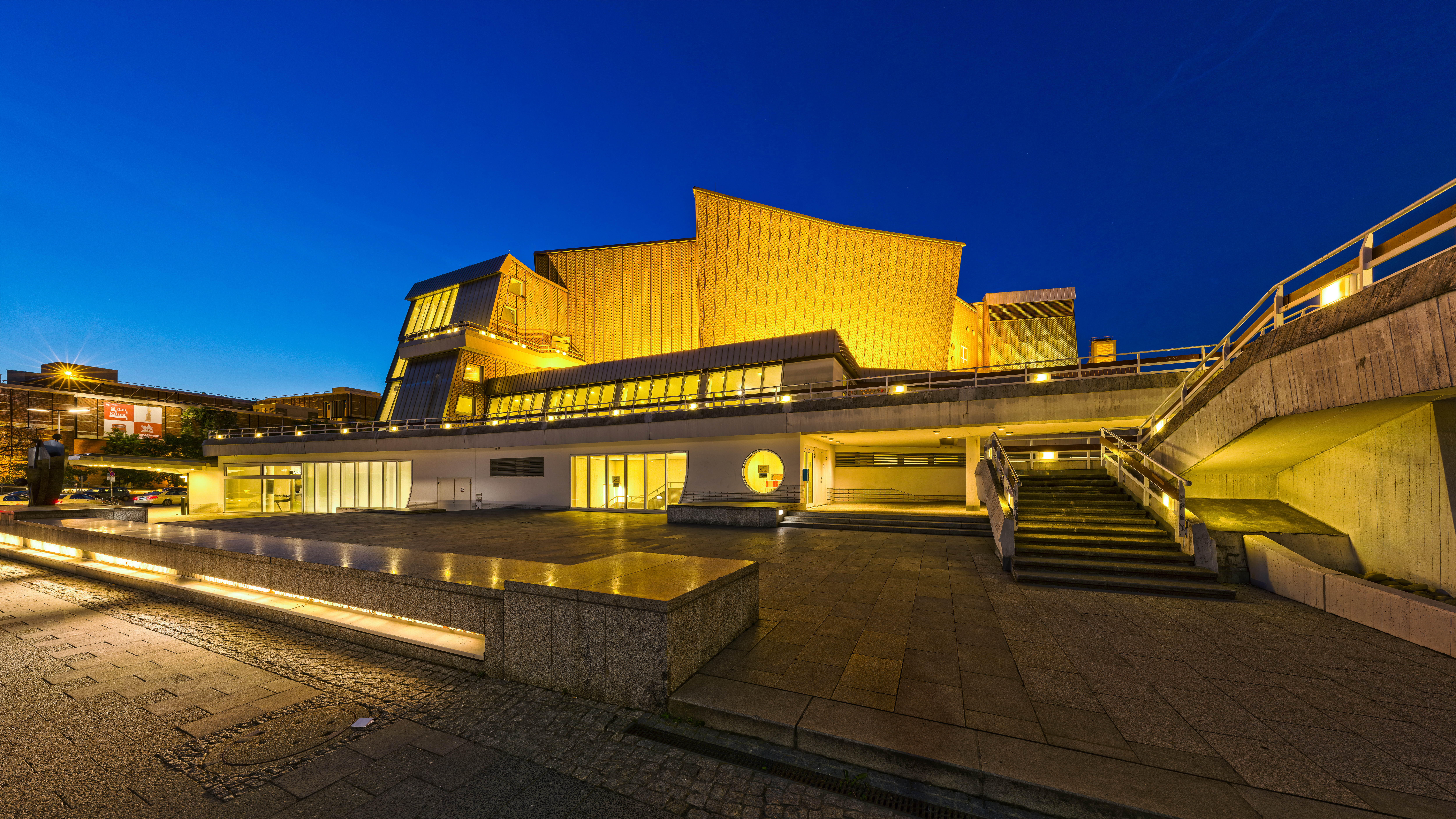
베를린 필하모니
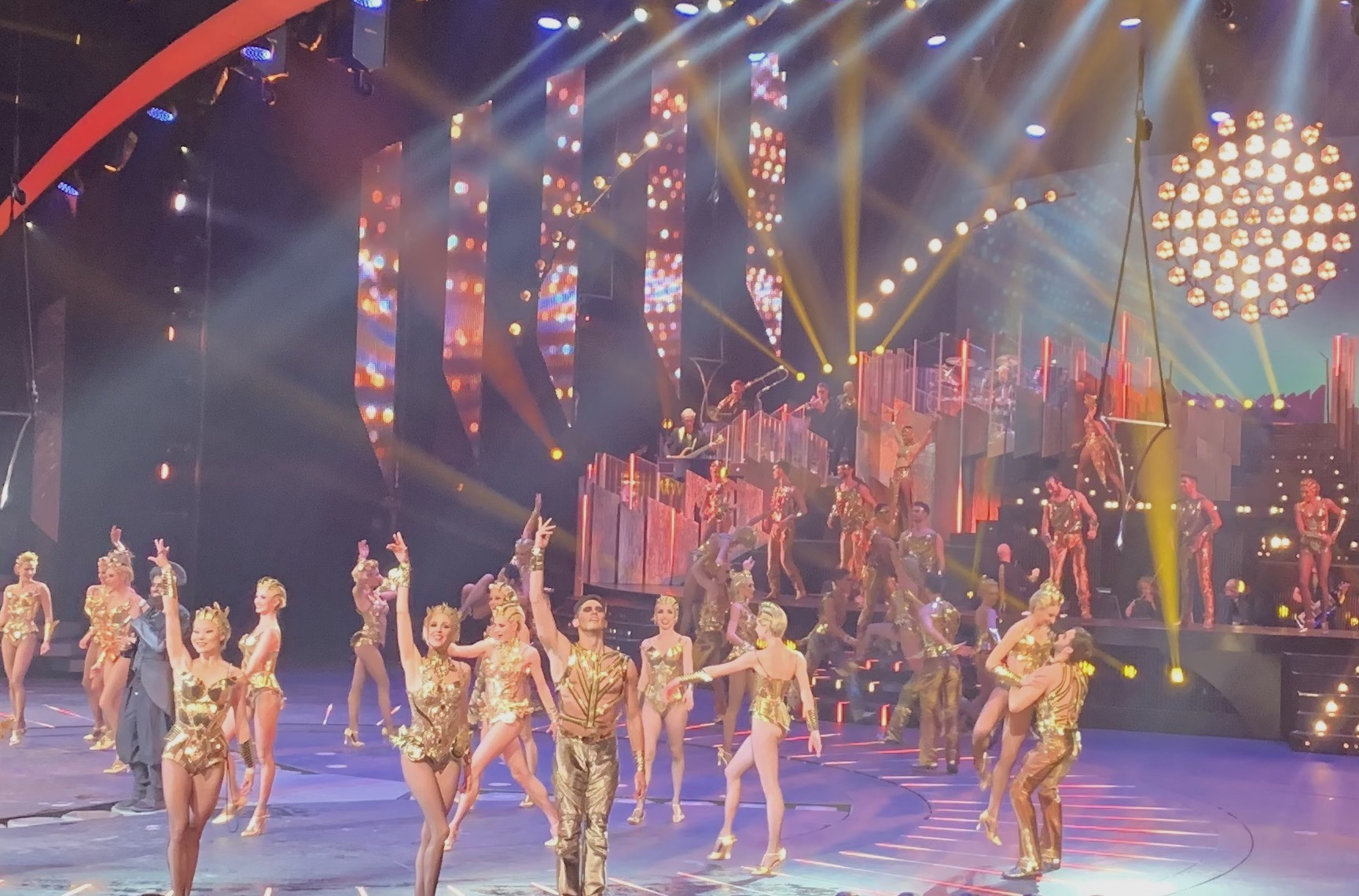
Palast Berlin
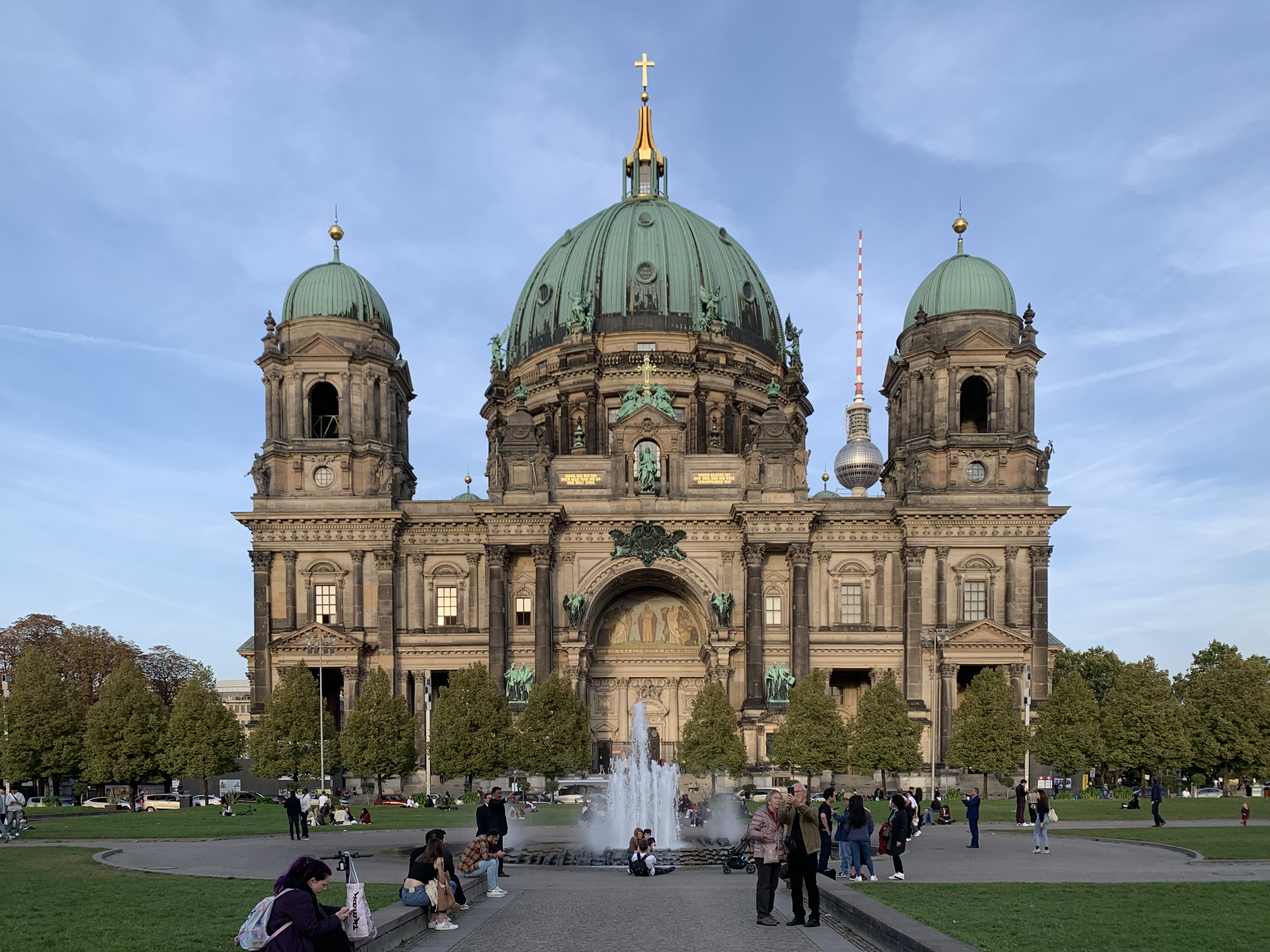
베를리너 돔
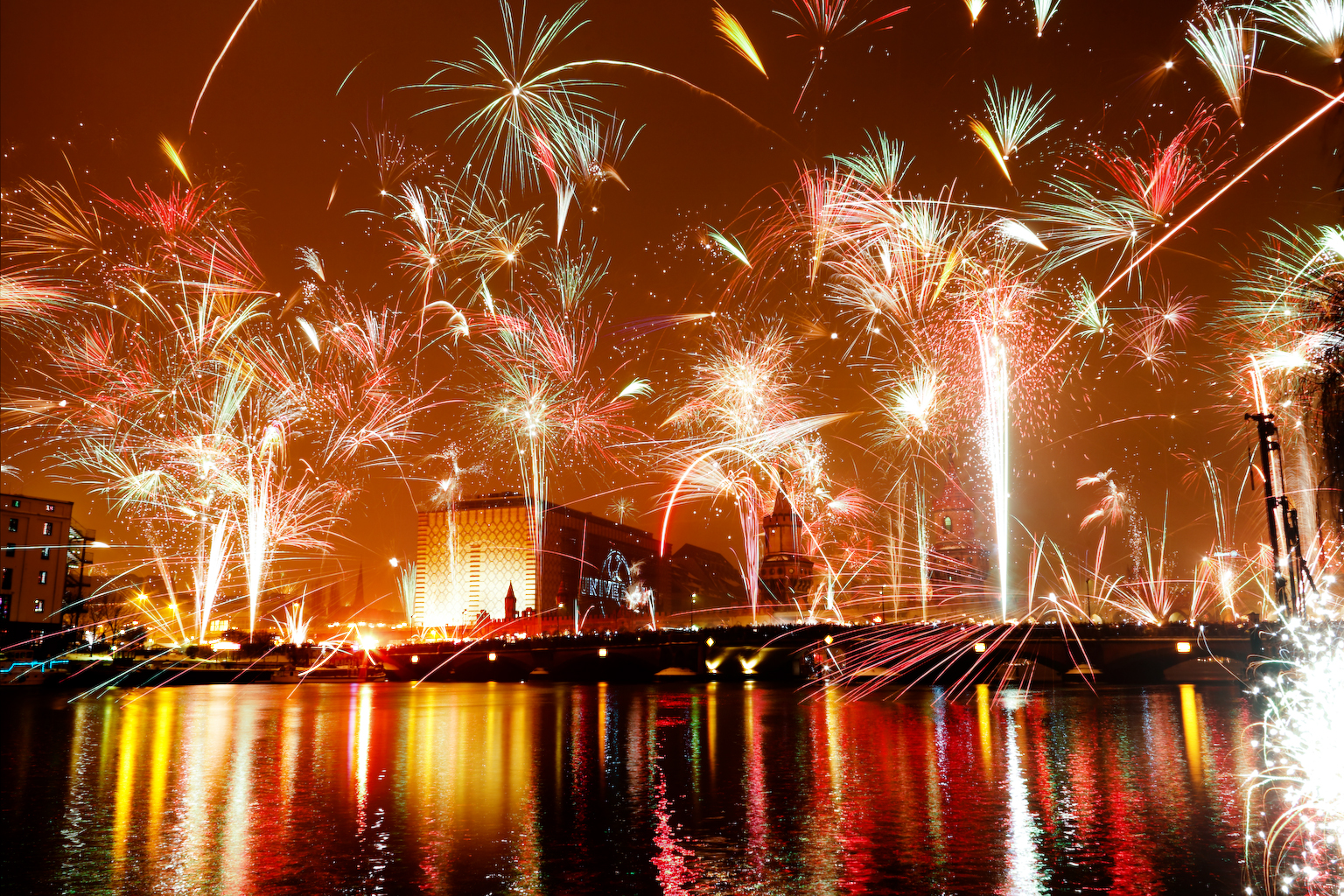
새해

### 음악과 영화

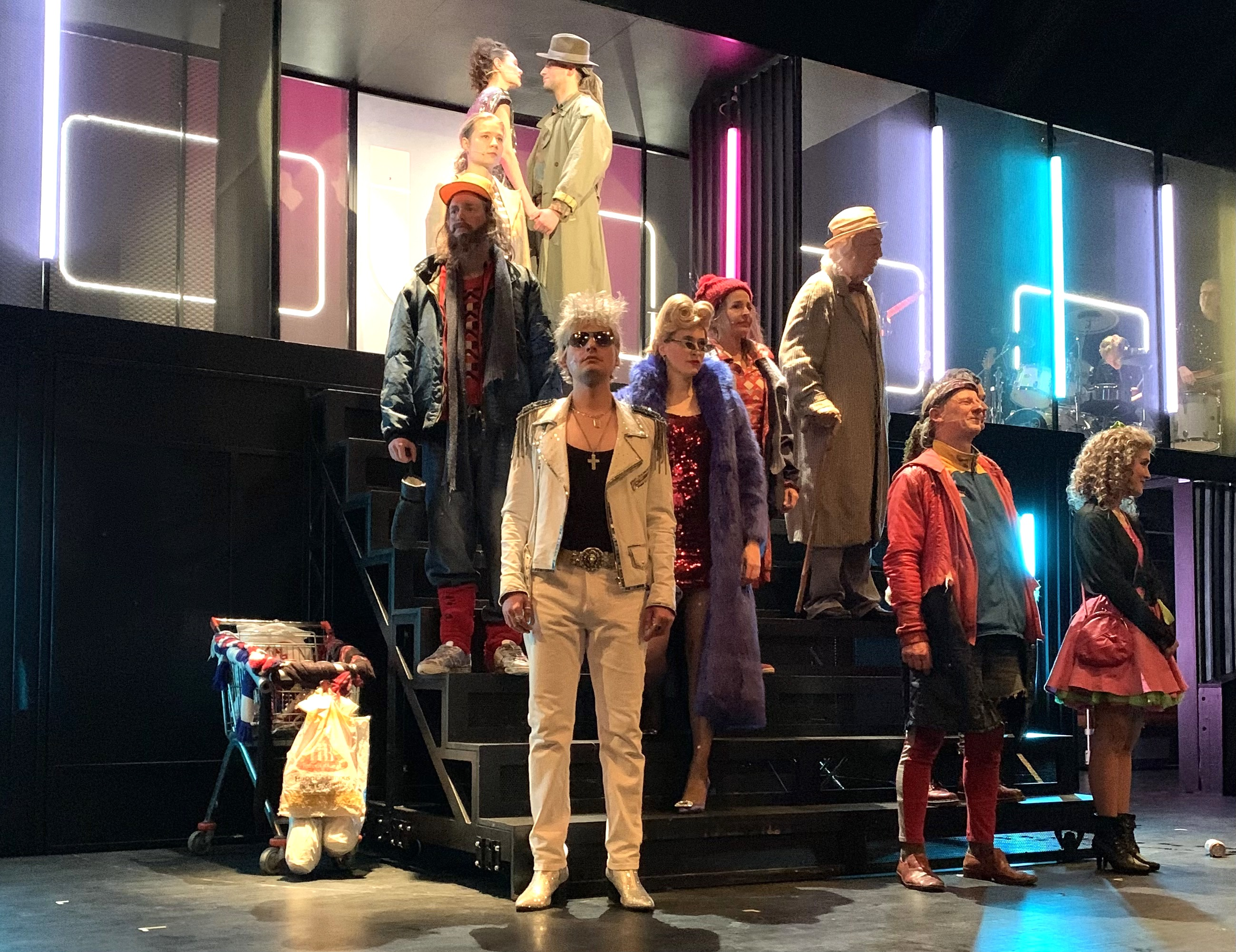
지하철 1호선

베를린 필하모닉 오케스트라는 세계에서 유명한 오케스트라 단들 중의 하나로 베를린에는 3개의 오페라하우스와 150개가 넘는 극장과 무대로 유명한 오페라의 중심지이며, 베를린 국제 영화제로도 유명하다.
지하철 1호선(Linie 1-Das Musikal)은 독일의 뮤지컬이다. 폴커 루트비히(Volker Ludwig)의 작품이다. 1986년에 초연되었다. 1995년 5월 내한하여 관객과의 대화를 가진 폴커 루트비히가 '음악적 레뷰'라고 규정한 이 작품은 레뷰 연극과 카바레 스타일을 혼합한 형식이다.
세계 최초의 대규모 영화 스튜디오 단지인 바벨스베르크가 있는 베를린은 국제 영화 제작을 위한 장소로 점점 인기를 얻어가고 있다.

### 건축학
베를린에는 3개의 세계유산이 있다. 이 세계유산으로는 박물관섬, 포츠담과 베를린의 궁전과 공원, 그리고 베를린 모더니즘 주택 단지가 있다. 다른 랜드마크로는 브란덴부르크 문, 국가의회 의사당, 포츠담 광장, 학살된 유럽 유대인을 위한 기념물, 베를린 장벽 메모리얼, 이스트 사이드 갤러리, 베를린 전승기념탑, 베를리너 돔, 그리고 독일에서 가장 높은 구조물인 베를린 텔레비전탑이 있다.

## 교통

### 대중 교통 수단
도시교통을 위하여 지어진 철도로는 비교적 빠르고 지상구간이 많은 철도인 에스반(S-Bahn), 지하철인 우반(U-Bahn)과 버스, 트램이 있다.

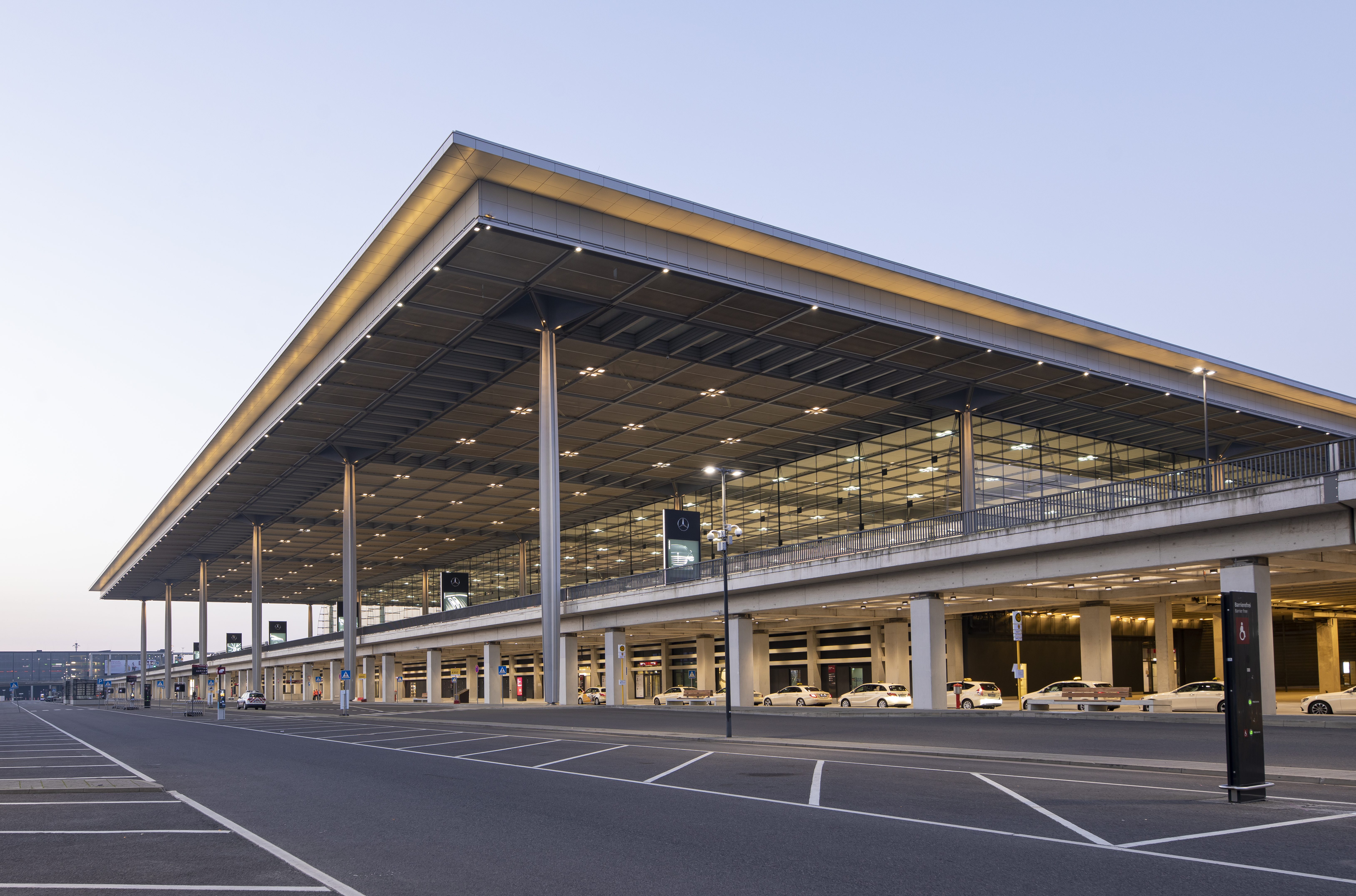
주 터미널 T1

### 항공 교통
베를린 브란덴부르크 공항(Flughafen Berlin Brandenburg, IATA: BER)은 독일의 수도인 베를린 남쪽 경계 부근 브란덴부르크주 쇠네펠트에 있는 국제 공항이다. 베를린 중심가에서 남동쪽으로 약 18 km 떨어져 있다.
대한민국 직향편은 없어서 같은 독일내 도시 프랑크푸르트 및 뮌헨에서 내려 열차 혹은 항공을 이용해주는 방법 혹.

### 자전거길
자전거는 베를린 시내에서 자동차를 대신하는 최적의 교통 수단으로, 연간 다수의 시민들이 자전거 전용도로를 사용하고 있다. 내부순환로로 둘러싸인 지역의 안쪽에는 자전거 대여소가 있다.

## 스포츠
- 1. FC 우니온 베를린
- 헤르타 BSC
- 퓌흐제 베를린
- ALBA Berlin
- Eisbären Berlin
- Wasserfreunde Spandau 04 Berlin
- 베를린 마라톤
- 포뮬러 E
- 베를린 올림픽 스타디움
- Stadion An der Alten Försterei
- 1936년 하계 올림픽
- 2006년 FIFA 월드컵
- 2009년 세계 육상 선수권 대회
- UEFA 유로 2024

### 참조주
1. ↑  “Amt für Statistik Berlin Brandenburg – Statistiken”. 《베를린-브란덴부르크 통계청》 (독일어). 2021년 3월 8일에 원본 문서에서 보존된 문서. 2019년 5월 2일에 확인함.
2. 1 2  “Amt für Statistik Berlin Brandenburg – Bevölkerung”. 《베를린-브란덴부르크 통계청》 (독일어). 2022년 11월 18일에 확인함.
3. ↑  Kleiner, Stefan; Knöbl, Ralf; Mangold, Max (2015). 《Das Aussprachewörterbuch》 7판. Berlin: Duden. 229쪽. ISBN 978-3-411-04067-4.
4. ↑  Milbradt, Friederike (2019년 2월 6일). “Deutschland: Die größten Städte”. 《디 차이트 (신문문)》 (독일어) (함부르크). 2019년 2월 13일에 원본 문서에서 보존된 문서. 2019년 11월 24일에 확인함.
5. ↑  “Leipzig überholt bei Einwohnerzahl Dortmund – jetzt Platz 8 in Deutschland”. 《라이프치거 폴크스차이퉁》 (독일어) (라이프치히). 2019년 8월 1일. 2019년 11월 13일에 원본 문서에서 보존된 문서. 2019년 11월 24일에 확인함.
6. ↑  “Daten und Fakten zur Hauptstadtregion”. 《www.berlin-brandenburg.de》. 2016년 10월 4일. 2019년 3월 21일에 원본 문서에서 보존된 문서. 2022년 4월 13일에 확인함.
7. ↑  Senatsverwaltung für Umwelt, Verkehr und Klimaschutz Berlin, Referat Freiraumplanung und Stadtgrün. “Anteil öffentlicher Grünflächen in Berlin” (PDF). 2021년 2월 25일에 원본 문서 (PDF)에서 보존된 문서. 2020년 1월 10일에 확인함.
8. ↑  “Niederlagsrecht” [Settlement rights] (독일어). Verein für die Geschichte Berlins. August 2004. 2015년 11월 22일에 원본 문서에서 보존된 문서. 2015년 11월 21일에 확인함.
9. ↑  “Topographies of Class: Modern Architecture and Mass Society in Weimar Berlin (Social History, Popular Culture and Politics in Germany)”. www.h-net.org. September 2009. 2018년 7월 6일에 원본 문서에서 보존된 문서. 2009년 10월 9일에 확인함.
10. ↑  “Berlin Wall”. 《브리태니커 백과사전》. 2008년 6월 30일에 원본 문서에서 보존된 문서. 2008년 8월 18일에 확인함.
11. ↑  “Berlin – Capital of Germany”. 《German Embassy in Washington》. 2012년 1월 12일에 원본 문서에서 보존된 문서. 2008년 8월 18일에 확인함.
12. ↑  Davies, Catriona (2010년 4월 10일). “Revealed: Cities that rule the world – and those on the rise”. 《CNN》. 2011년 6월 4일에 원본 문서에서 보존된 문서. 2010년 4월 11일에 확인함.
13. ↑  Sifton, Sam (1969년 12월 31일). “Berlin, the big canvas”. 《The New York Times》. 2013년 4월 12일에 원본 문서에서 보존된 문서. 2008년 8월 18일에 확인함.
14. ↑  “Global Power City Index 2009” (PDF). 《Institute for Urban Strategies at the Mori Memorial Foundation》. 2009년 10월 22일. 2014년 6월 29일에 원본 문서 (PDF)에서 보존된 문서. 2009년 10월 29일에 확인함.
15. ↑  “ICCA publishes top 20 country and city rankings 2007”. 《ICCA》. 2008년 9월 22일에 원본 문서에서 보존된 문서. 2008년 8월 18일에 확인함.
16. ↑  “Berlin City of Design” (보도 자료). 유네스코. 2008년 8월 16일에 원본 문서에서 보존된 문서. 2008년 8월 18일에 확인함.
17. ↑  “Berlin Beats Rome as Tourist Attraction as Hordes Descend”. 《Bloomberg L.P.》. 2014년 9월 4일. 2014년 9월 11일에 원본 문서에서 보존된 문서. 2014년 9월 11일에 확인함.
18. ↑  “Hollywood Helps Revive Berlin's Former Movie Glory”. 《도이체벨레》. 2008년 8월 9일. 2008년 8월 13일에 원본 문서에서 보존된 문서. 2008년 8월 18일에 확인함.
19. ↑  Flint, Sunshine (2004년 12월 12일). “The Club Scene, on the Edge”. 《The New York Times》. 2013년 4월 2일에 원본 문서에서 보존된 문서. 2008년 8월 18일에 확인함.
20. ↑  “Young Israelis are Flocking to Berlin”. 《Newsweek》. 2014년 6월 13일. 2014년 8월 27일에 원본 문서에서 보존된 문서. 2014년 8월 28일에 확인함.
21. ↑  “Wetter und Klima – Deutscher Wetterdienst – CDC (Climate Data Center)”. 《www.dwd.de》. 2022년 6월 19일에 원본 문서에서 보존된 문서. 2022년 9월 15일에 확인함.
22. ↑  “World Meteorological Organization Climate Normals for 1991–2020: Berlin-Brandenburg” (CSV). 미국 해양대기청. 2024년 4월 11일에 확인함. WMO number: 10385
23. ↑  “Charité Universitätsmedizin Berlin”. 2012년 12월 10일에 원본 문서에서 보존된 문서. 2015년 10월 27일에 확인함.
24. ↑  “World Heritage Site Museumsinsel”. 유네스코. 2021년 5월 6일에 원본 문서에서 보존된 문서. 2021년 5월 6일에 확인함.